# قرطاج
قرطاج تقع قرب مدينة تونس في الجمهورية التونسية. في الشّمال الشّرقي للجمهورية على بعد 15 كلم من العاصمة فوق ربوة ارتفاعها تقريبا 57 م ويمتد شريطها الساحلي على حوالي 3 كلم، ويحدها البحر الأبيض المتوسط شرقا وبلدية سيدي أبي سعيد شمالا وبلدية المرسى غربا وبلدية الكرم جنوبا. مساحة المنطقة 640 هكتارا ومساحة المناطق الأثرية 407 هكتار تقريبا 63,58% من المساحة الإجمالية. ويختلف مناخها المتوسّطي عن مناخ العاصمة، بلطف شتائه وبرودة صيفه. وبمقتضى الأمر رقم 1246 لسنة 1985 صنف موقع قرطاج ضمن قائمة التراث العالمي التي وضعتها اليونسكو. وبصفتها مدينة سياحية يزورها ما يقارب مليون سائح سنويا. عدد السكان 15,922 

## تأسيس قرطاج

لوحة تظهر وصفا تخيليا للاميرة عليسة وعظمة مدينة قرطاج آنذاك

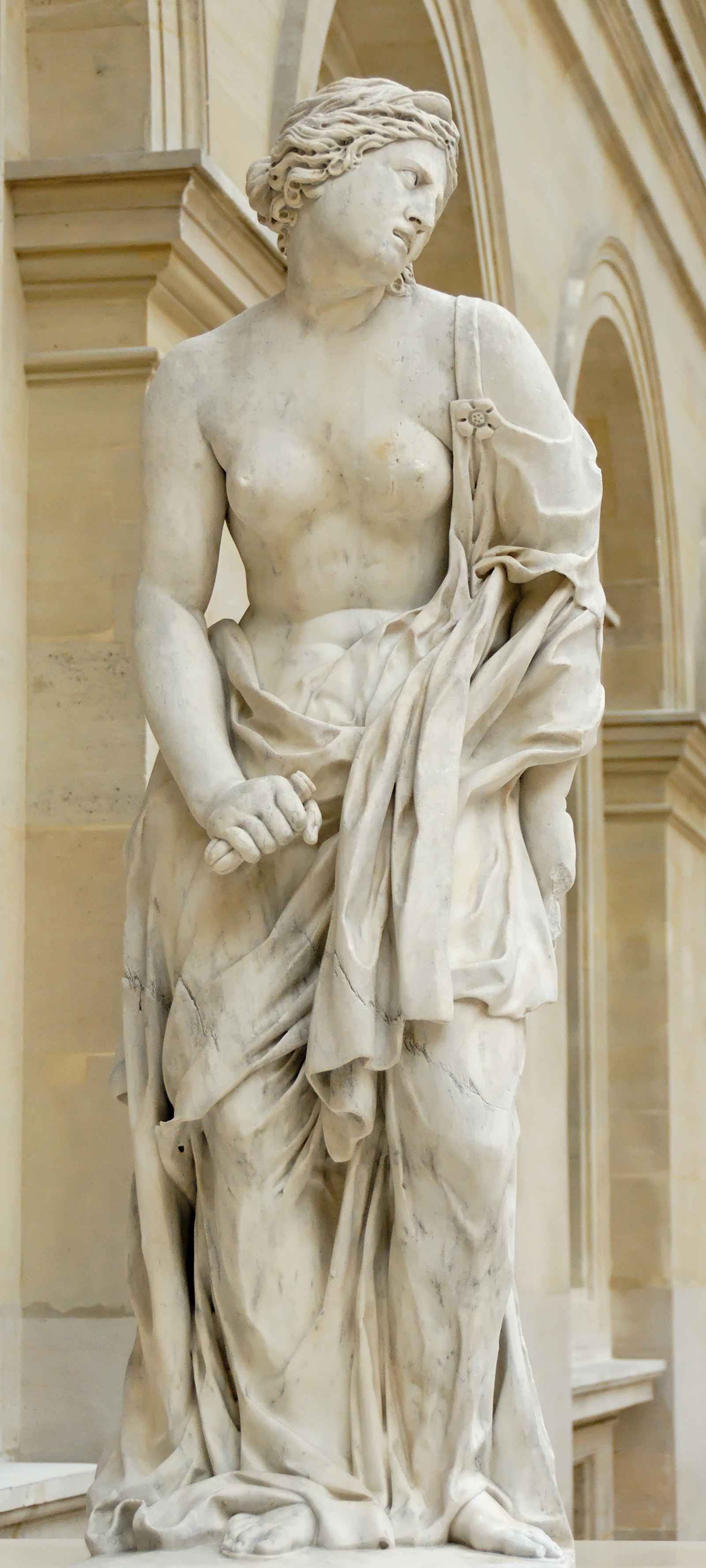
تمثال عليسة بمتحف اللوفر بباريس

أسست الأميرة الفينيقية عليسة (أليسا أو أليسار) قرطاج عام 814 ق م.، حسب رواية المؤرخين القدماء. وجاءت الأميرة هاربة من أخيها مع أصحابها من مدينة صور بلبنان، وسموا المدينة        «قَرْت حَدَشْت» بمعنى «المدينة الجديدة» (من الفينيقية: قَرْت أي مدينة أو قرية، وحَدَشْت أي حديثة)، فأصبح الاسم «قرطاج» عن طريق النطق اللاتيني. وكانوا يعبدون خاصة «ملقرت»، واسمه يعني «ملك المدينة».

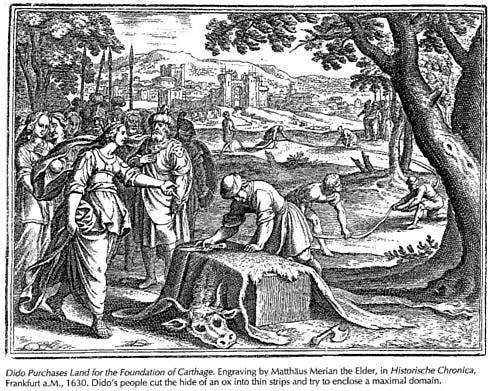
ديدون تؤسس قرطاج

## التاريخ

خارطة الموقع الأثري بقرطاج

### قرطاج البونية (الفينيقية)
- تأسيس قرطاج 814 ق م: حقيقة|هربت عليسة أميرة صور المعروفة باسم الملكة ديدون من قهر أخيها بيقماليون ملك فينيقيا، وقامت برحلة طويلة حول حوض البحر الأبيض المتوسط بحثا عن موقع متميّز يمكّنها من تأسيس مدينة جديدة «قرط حدشت».[4]
- من القرن 7 ق.م. إلى القرن 4 ق.م: بسطت قرطاج إمبراطوريتها وأسّست مستعمرات فينيقيّة جديدة، إمتدّت من غرب البحر الأبيض المتوسط إلى حدود السواحل الأطلسيّـة لوسط أفريقيا.
- من 264 ق.م إلى 146 ق.م: عاشت قرطاج في هذه المدّة ثلاث حروب عظيمة ضد روما سُمّيت بالحروب البونيقية والتي دارت بين قرطاج وروما وشهدت حملة عسكرية قام بها القائد العظيم حنبعل الذي قطع جبال الألب بواسطة أفياله من سنة 218 ق.م إلى سنة 202 ق.م. وانتهت هذه الحروب بهزيمة قرطاج وسقوطها.
- الحرب البونيّة الأولى: 264 ق.م-241 ق.م: عند إنتصار الأسطول الروماني في 241 ق.م. طلبت قرطاج الصلح وفقدت صقلية.
- الحرب البونية الثانية: 219 ق.م-201 ق.م: بعد إنتصاراته المجدية ضد الرومان هزم القائد القرطاجني حنبعل سنة 202 ق.م في معركة زاما.
- الحرب البونية الثالثة: 149 ق.م-146 ق.م: سنة 146 ق.م دُمِّرت قرطاج كُليا من قبل سيبيون الإميلي.

### قرطاج الرومانية
لمّا ألحقت قرطاج بالإمبراطورية الرومانية، أعيد بناؤها في عهد أغسطس (إمبراطور) في أواخر القرن الأوّل ق.م، فزوّدت بما تمتاز به مدينة رومانيّة كبيرة من بنى تحتيّة حضريّة وبنايات عموميّة دينيّة ومدنيّة ومساكن فخمة. وغدت قرطاج عاصمة إداريّة وثقافيّة وفنّية لمقاطعة أفريكا، فعاشت فترة من الازدهار الكبير وبلغت درجة عالية من الترف وشهدت حركة إبداعيّة ثقافيّة وفنيّة قويّة، قبل أن يصيبها التقهقر الذي أصاب الإمبراطورية الرومانية عند أفول نجمها سنة 235 م وتعرّضت للإضطرابات وعمت الفوضى قرطاج.

### قرطاج المسيحية
عرفت قرطاج في حكم قسطنطين الأول سنة 312 م فترة من الرفاهة والثروة وانتشار الدين المسيحي حيث سيطرت المسيحية تماما على كل شمال أفريقيا.

### قرطاج الوندالية 439-534 م
رغم مقاومة هجمات الوندال التي دامت قرابة الثماني سنوات سقطت قرطاج عام 440 م
وتعرضت معالمها إلى النهب والتدمير والحرق وخاصة المسرح والأديون وحمامات أنطونيوس والكنائس.

### قرطاج البيزنطية
حرر بيليزار قرطاج من هيمنة الوندال عام 534 م وعرفت المدينة مرة أخرى رفاهية حقيقية ونهضة جديدة.

### قرطاج الإسلامية
يمثل عام 670 م بداية الفتح الإسلامي، فقد أرسل الخليفة الأموي حسان بن النعمان على الجيش الذي دخل إفريقية مع عقبة بن نافع، ورغم انتصاراته في الجنوب التونسي، اصطدم عقبة بن نافع بمقاومة شديدة من رومانيه مع السكان الاصليين البربر وقد تغلّبوا عليه فيما بعد في منطقة تهودة بالجزائر، لكن قتل فيما بعد ليواجه الكاهنة ديهيا. وفي سنة 698 م تمكن حسان بن النعمان من الانتصار على كل التحالف البيزنطي والبربري ومنذ الفتح الإسلامي فقدت قرطاج مركزها كعاصمة وعوضتها تباعا القيروان فالمهدية وأخيرا تونس.

### قرطاج المعاصرة

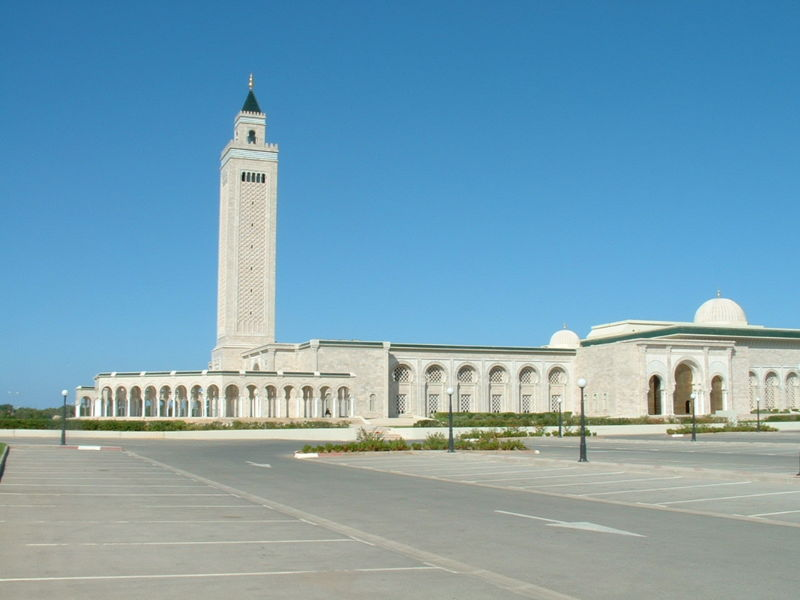
جامع مالك ابن انس بقرطاج

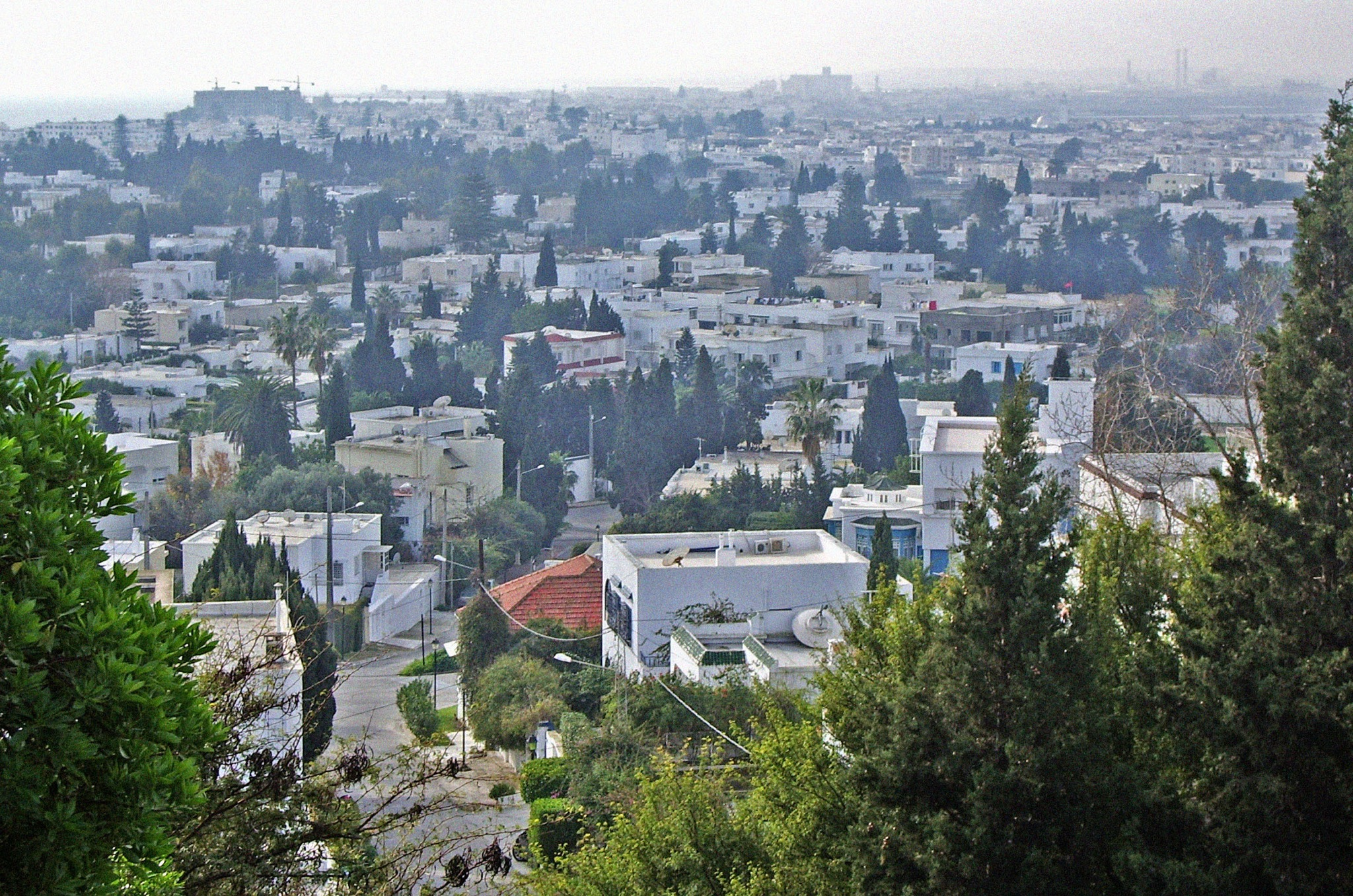
مدينة قرطاج حاليًا

حاولت المسيحية خلال منتصف القرن التاسع عشر استعادة مجدها الديني في قرطاج حيث قام الكاردينال لافيجري سنة 1857م ببناء الكنيسة «كاتيدرال سان لويس» وعندما بسطت الحماية الفرنسية نفوذها على تونس قامت الكنيسة الكاثوليكية بإحياء إبريشية القديس سيبريان (كان أسقف قرطاج منذ عام 249 م وأبًا وكاتبًا مسيحيًا).
أصبحت قرطاج منذ بداية القرن العشرين مقرا لإقامة الأمين باي آخر بايات تونس.
وفي هذا المكان أعلن رئيس الحكومة الفرنسي مانداس فرانس عن الاستقلال الداخلي لتونس في 31 آب/يوليو 1954.
وبعد الإعلان عن الجمهورية في 25 آب/يوليو 1957 شيد الحبيب بورقيبة أول رئيس للجمهورية قصرا ليصبح مقرا لرئاسة الجمهورية.
تعد قرطاج اليوم من الضواحي الراقية للعاصمة تونس وتوجد بها عدة مؤسسات وطنية خاصة المرتبطة برئاسة الجمهورية التونسية إضافة إلى مجموعة من الفنادق.

## منشآت مدينة قرطاج
- تعليميا: فيها 5 مدارس أساسية ومعهد إعدادي واحد و3 معاهد ثانوية والمعهد الأعلى لإطارات الطفولة قرطاج درمش والمعهد الأعلى للدراسات التجارية وبيت الحكمة (المجمع التونسي للعلوم والآداب) ودار الحوت (المعهد الوطني لعلوم وتكنولوجبا البحار) والمعهد الوطني لتكوين المكونين في التربية.
- اقتصاديا: تحوي عدة فروع لمصارف متعددة ونزلين و4 مطاعم سياحية.
- صحيا: تحوي مستوصفين بالإضافة لمصحات ومخابر وصيدليات وعيادات خاصة في مختلف الاختصاصات.
- إداريا: فيها المعتمدية و3 مكاتب للبريد والبرق والهاتف ومنطقة الأمن الوطني والوكالة التجارية للمواصلات ومحكمة الناحية الخاصة بها والقباضة المالية بقرطاج بيرسا.
- سياسيا: قصر الرئاسة بقرطاج المقر الرسمي للإقامة والعمل لرئيس الجمهورية التونسية

## مقالات عن قرطاج
قرطاج العاصمة في إفريقيا الفينيقية – رؤية أثرية د. خليل المقداد 2008
يذكر فيها: تأسيس المدينة: لقد كانت البداية في تأسيس المدينة الفينيقية قرطاج فوق أنف المنقار الإفريقي الشمالي المطل على منتصف الساحل الجنوبي لحوض البحر الأبيض المتوسط حين رست سفينة الأميرة الفينيقية إيليسا ديدون على ضفاف الهضبة حاملةً الأميرة الفينيقية القادمة من عام 814 ق. م أي منذ 2825 عاماً مضت. وقد دخلت السفينة ورست على الشاطئ الإفريقي في وضح النهار ودخل معها نور التاريخ والحضارة. ثم لحق بالأميرة أمير سوري فينيقي يدعى عينة بعد حريق مدينة طروادة، وهناك عشق الأميرة الفينيقية إيليسا Elissa من مدينة صور التي أسست مدينة قرطاج في القرن التاسع ق. م، ولظروفٍ غامضة أجبر على الهرب إلى إيطاليا وأسس هناك العديد من المدن ومنها مدينة لافينيوم Lavinium ومدينة روما.
وحسب ما جاء في الملحمة الشعرية الإينيد Eneide للشاعر اللاتيني بوبيليوس فيرجيليوس ماروpublius virgilius maro (70-19 ق. م) صديق أوكتاف أن إينيه /عينة Enee الهارب أحبَّ ديدون/ إيليسا وتزوجها، إلا أنه أجبر على هجرها بناءً على أوامر الإله زيوس/ جوبيتير ولهذا قتلته. ويذكر في المعتقدات الدينية الرومانية أيضاً أن روميليوس/ رومولوس Romulus مؤسس مدينة روما من أحفاد عينة وزوجته الفينيقية إيليسا من مدينة قرطاج.

## الثقافة
تحتوي مدينة قرطاج على مكتبة عمومية ومركزا ثقافيا و20 رواقا فنيا وفيها الأكربوليوم وتضم متحفا واحدا متحف قرطاج و20 متنزها عموميا.

### مهرجان قرطاج الدولي
هو مهرجان سنوي للموسيقى، ينتظم في الفترة المتدة من منتصف شهر (يوليو، تموز) إلى منتصف شهر آب من كل سنة منذ سنة 1964 بمدينة قرطاج الساحلية، الواقعة قرب مدينة تونس. يحتضن المسرح الأثري بقرطاج فعاليات هذا المهرجان كل سنة ويعتبر مهرجان قرطاج من أبرز المهرجانات العربية والعالمية واعرقها.
وكذلك يقام فيها مهرجان أيام قرطاج المسرحية وفعاليات أخرى متعددة.

### متحف قرطاج

متحف قرطاج

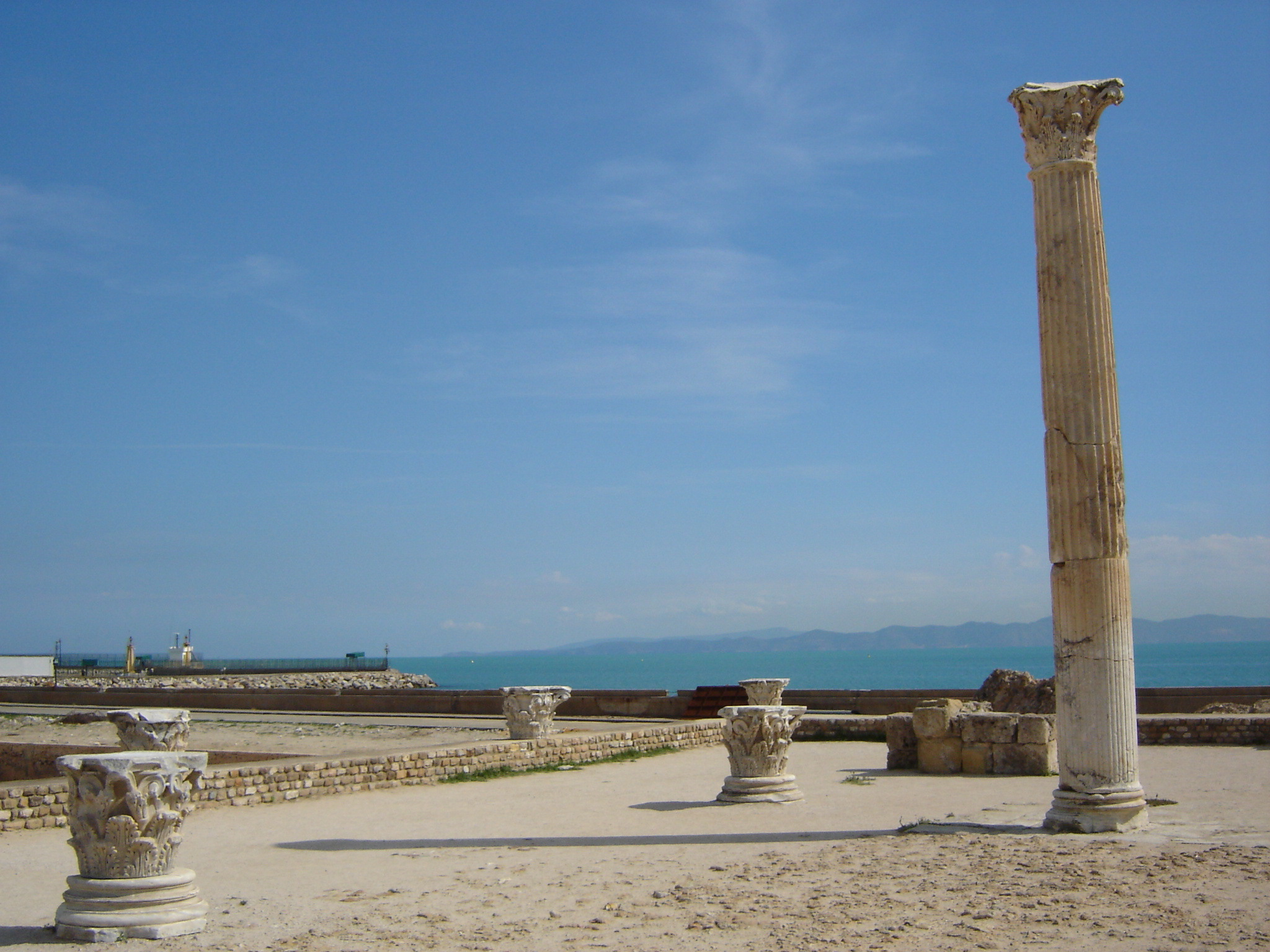
آثار قرطاجية

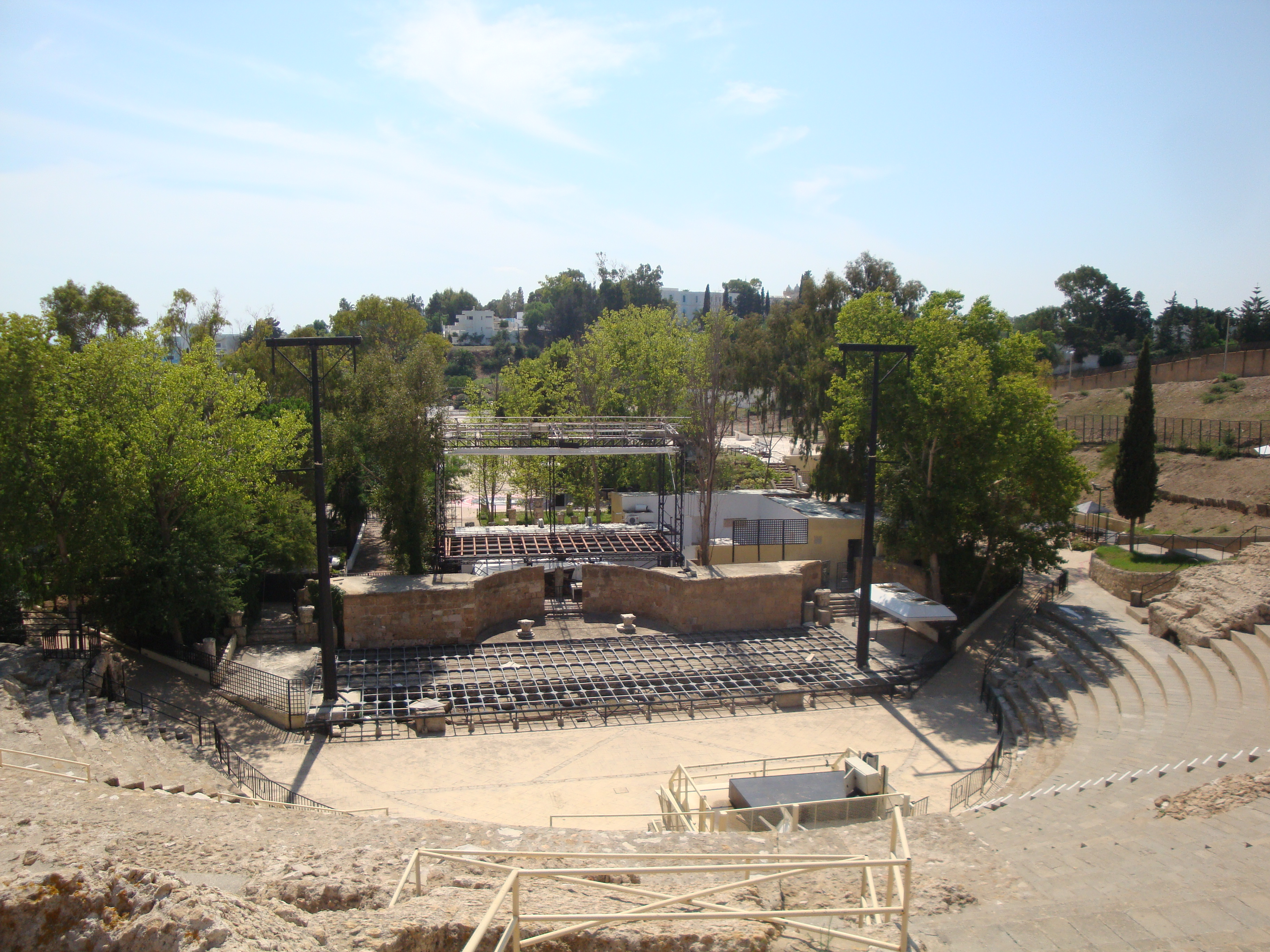
المسرح الروماني بقرطاج

ينتصب المتحف على قمة هضبة بيرسا تم إنشاؤه عام 1875 م. وهو من حيث التنظيم المتحفي يحفظ ويعرض مجموعات من التحف الأثرية التي وجدت في هذا الموقع ويمثل ثلاث فترات كبـرى: الفترة الفينيقيـة البونيـة، الفترة الرومانية الإفريقية والفترة العربية الإسلامية.

### المعالم الاثرية الأخرى
- الحي البونيقي والفوروم: يقع هذا الحي بجوار متحف قرطاج الوطني وداخل نطاقه إذ يشكل جناحا تابعا لهذا المتحف يقع في الهواء الطلق. وقد تمت تهيئة هذا الحي في عهد حنبعل (في أوائل القرن الثاني ق م). وهو حي سكني تخترقه شوارع تتقاطع حسب زاوية قائمة، وتقوم داخله مجموعة من المباني ذات الطوابق نجدها مجزأة إلى شقق سكنية على غرار البناء الحديث. كما نجد به دكاكين مفتوحة على الشارع بالطابق الأرضي من المباني.

دمر حي بيرسا وأحرق مع كامل المدينة في سنة 146 ق م، ولكنه ظل محميا من الاندثار تحت طبقة ضخمة من التراب والأنقاض جنبته الزوال والتسوية بالأرض خلال قرون عدة.
- حمامات أنطونيوس: شيدت الحمامات على شاطئ البحر في منتصف القرن الثاني بعد الميلاد (145 م- 162م) ثم دمرها الوندال فبقيت مدة طويلة مغمورة تحت التراب. ولم يتم الكشف عنها وإزاحة التربة من فوقها إلا بعد سنة 1945.

تأتي هذه الحمامات في المرتبة الثالثة في العالم من حيث الحجم بعد حمامات كاركالا بإيطاليا وحمامات ديوكليسيان بسوريا. ولم يبق منها اليوم سوى الطابق تحت الأرضي الذي كانت به غرف مقببة تمثل القاعات الفخمة للحمامات، وفي المحور الأوسط توجد القاعة الباردة (Frigidaire) مقاييسها 47 × 22 مترا محمولة على ثمانية أعمدة من الغرانيت كبيرة الحجم من ضمنها واحدة تم ترميمها لإعطاء فكرة عن ارتفاعها (15 مترا مع التاج) كما توجد القاعة الساخنة على شكل قبة. ومن الجهتين تمتد، بالتناظر، الأجنحة المكونة من غرف منتصبة بانتظام حول الصحن المكشوف على الساحة.
- حي المنازل الرومانية: يحتوي هذا الحي على مجموعة من المنازل الارستقراطية موزعة بتناسق على سفح الهضبة الشرقية للاديون أو المسرح وعلى طول الكاردو و«دوكيمانوس» (نهجان بقرطاج حسب تقسيم الشوارع الرومانية القديمة) وتخترق ممرات وفق رسم الشوارع الرومانية القديمة. ومن بين المعالم التي لا تزال قائمة:

- مبنى «السكولا» Schola وهو مقر جمعية سياسية دينية، تقام فيه الطقوس الإمبراطورية
- كنيسة مسيحية تعود إلى القرن السابع
- كنيسة ذات طابع معماري بيزنطي خالص
- مقبرة بونيقية
- منزل روماني يعود تاريخه إلى القرن الثالث تم ترميمه جزئيا في سنة 1960 وأطلق عليه اسم "villa de la voliére " فيه رسوم فيفسائية تغطي أرضية البهو.
- الأديون: أو المسرح ويتقدم هذا المعلم شمالا بهو في شكل مستطيل قد تهدم كليا ولم يبق منه سوى الأسس وبعض العناصر المعمارية وبعض الزينة التي عثر عليها خلال الحفريات 1900-1901.

وقد أخرجت من الصهاريج الموجودة في الطابق تحت أرضي مجموعة كبيرة من أجزاء مرمرية وتماثيل وأجزاء معمارية كانت من ضمن زخرفة «الأديون».
وكان هذا المعلم محل حفريات وبحث ودراسة من سنة 1994 إلى سنة 1999.
- مسرح قرطاج الروماني: شيد المسرح الروماني في أوائل القرن الثاني قبل الميلاد على ضفاف هضبة «أوديون» Odeon» «ويتميز هذا المعلم بهندسته وزخرفته وبمدارجه نصف الدائرية التي يفوق قطرها 100 م تتخللها أعمدة متوجة من الرخام المزركش.

وزين مسرح قرطاج بتماثيل من بينها تمثال أبولون والذي تم إيداعه بمتحف باردو. لعب هذا المسرح دورا هاما جدا في حياة مواطني قرطاج الذين كانوا مولعين بالمسرح والموسيقى وفن المحاكاة والفلسفة مما ساهم في إشعاع الثقافة في تلك الحقبة.
وقد رمم سنة 1967 ليكون فضاء مهرجان قرطاج الدولي.
- كنيسة داموس الكريطة: يضم هذا المركب الديني الشاسع كنيستان وبعض المباني الملحقة بهما. عثر عليه في أفريقية الرومانية (65 م/ 45 م) فإنها تبدو مقسمة إلى أجنحة عديدة بأعمدة لم يبق لها أثر زيادة على جناحين كبيرين يتلاقيان وسط المعلم وينتهي كل منها بصدرفي الجنوب الشرقي والجنوب الغربي.
- صهاريج المعلقة: تتكون من 15 صهريجا طول الواحد 100 متر وعرضه 7 أمتار وارتفاعه 7,50 متر، تحتل كلها أكثر من هكتار من المساحة وتبلغ كمية خزنها أكثر من 50.000 متر مكعب. وقد استعملت هذه الصهاريج في القرون الوسطى من طرف سكان القرى المجاورة.
- المسرح الدائري بقرطاج: يوجد في مدخل المدينة من جهة الطريق السريعة تونس – قرطاج. كانت ساحة الأنفتياتر شاهدة على كل المعارك الدامية التي وقعت بين المصارعين والمحكومين عليهم بالإعدام والحيوانات المفترسة. وكانت الغاية من هذه المصارعة التي ينظمها الحاكم إبراز للرعية مصير كل خارج عن سياسة حكمه. وقد بني منذ تأسيس المدينة بمساحة حوالي 120 مترا×93 متر، وحلبة تبلغ مساحتها 64 مترا× 36 متر. ووقع توسيعه في القرنين الثاني والثالث إلى أن بلغ مساحته 156م ×128 م وبلغ حجم استيعابه أكثر من 41 ألف نسمة.[6]
- حي ماغون: اكتشف حي ماقون بعد حفريات عدة أجريت على ضفاف البحر. ويمثل هذا الموقع تجمعا سكنيا يعود إلى القرن الخامس ق م ويتميز بتواجد حي حسب تصميم متناسق محمي بسور مزود بكل شيء بمــا في ذلك مرسى بحري.

وفي الفترة الأخيرة وقع تحوير في الحي حيث وسعت المنازل وأصبحت تضم فناء وأعمدة وطابقا علويا ويوجد بالحي خزانات وآبار تزوده بالماء، كما تدل بقايا الحي المدهون والأرضية المزوقة على قيمة المعمار في تلك الحقبة من التاريخ.
لقد دمر الحي في قرطاج البونية لكن الرومان أسسوا عاصمة جديـدة على الموقع ذاته وحافظوا على نفس النسق العمراني الذي امتد على كامـــل أرض المدينة.
- مدفن " التوفاة ": كان القرطاجيون يعتقدون في وجود عالم فوقي مليء بالكائنات المقدسة المنظمة، فقاموا ببعض الطقوس التي تضمن للمؤمن الرخاء والسعادة في الأرض وأيضا الخلاص الأبدي للروح ولقد كانوا يعبدون آلهة كثيرة من أصل فينيقي، ملقوت وعشترت وخصوصا بعل حامون إله المطر ورب المياه والنبات ورفيقته تانيت آلاهة الحياة والخصب التي يظهر اسمها على آلاف الآثار القرطاجية.
- المواني البونية:
- المعلم الدائري:

## الرياضة
فيها الملعب البلدي فتحي زهير وقاعة رياضية وملعب تنس.

## توأمة
- صور، لبنان، عام 2002 م.
- فرساي، فرنسا، عام 1998 م.
- آكس آن بروفانس، فرنسا، عام 1993 م.
- قرطاجنة، إسبانيا، 1989 م.[7]